# Жан-Жак Фавие
Жан-Жак Фавие (на френски: Jean-Jacques Favier е френски инженер, 6-и космонавт на Франция, извършил един космически полет през 1996 г.

## Образование
Роден е на 13 април 1949 в Кел, провинция Баден-Вюртемберг, Германия. След завършване на средно училище в Страсбург завършва Националния технологически институт в Гренобъл (1971), специалност „машиностроене“. През 1977 г. защитава дисертация по машиностроене в Парижкото минно училище, както и по физика и металургия в Университета в Гренобъл.

## Работа
През 1976—1979 г. работи като инженер-изследовател в Комисариата по атомна енергетика в Гренобъл. През 1979—1986 г. е ръководител на групата по „Втвърдяване на кристалите“, през 1986—1989 г. — завеждащ лаборатория, през 1989—1993 г. – ръководител на катедра „Втвърдяване и растеж на кристалите“.
От 1983 г. е консултант в Европейската космическа агенция и Националния център за космически изследвания (CNES). Бил е научен ръководител на съвместната между CNES и НАСА програма Mefisto, в рамките на който се провеждат експерименти по кристализация, включително по време на полетите на "Колумбия", мисии STS-50 (1992) и STS-65 (1994).

## Космическа подготовка
През септември 1985 г. Жан-Жак Фавие е зачислен като космонавт на френския Национален център за космически изследвания (CNES).
През октомври 1992 г. е назначен за дубльор на специалиста по полезни товари Тиаки Мукаи в екипажа на „Колумбия“, мисия STS-65, който извършва полет в космоса през юли 1994 г. по програмата на Международната микрогравитационна лаборатория (International Microgravity Laboratory, IML-2). По време на този полет е координатор на връзката с екипажа в Центъра за управление на полезния товар в Хънтсвил (Алабама).
През май 1995 г. е назначен за основен специалист по полезни товари в екипажа на совалката „Колумбия“ STS-78.

## Полет на „Колумбия“
Единствения си космически полет Жан-Жак Фавие извършва от 20 юни до 7 юли 1996 г. на борда на американската совалка „Колумбия“, мисия STS-78. Основните задачи на мисията са били изучаване влиянието на продължителните полети върху физиологическите процеси в организма на астронавтите в навечерието на полетите до МКС, изпълнени са 22 биологически и физични експеримента в херметичния модул LMS-1 (Life and Microgravity Sciences), а така също и изпитания на реактивни системи за контрол на орбитални обекти.
Продължителността на полета е 16 денонощия 21 часа 48 минути 30 секунди – рекордна дотогава продължителност за космически кораб от типа „Спейс шатъл“.

## Последваща дейност
От 1996 г. работи като заместник-директор на Научноизследователския център за материалознание (Centre d'Etudes et de Recherches sur les Materiaux, CEREM) към френския Комисариат по атомна енергетика.
През 1997—1999 г. е съветник на директора по съвременни технологии на Комисариата.
През септември 1999 г. – заместник-директор по космически технологии в CNES.
През 2000 г. е назначен за председател на Комитета на ползвателите на космическата станция (Space Station Users Panel, SSUP) на Европейската космическа агенция.

## Семейство
Женен за Мишел Фавие, има четири деца. Любител е на ските, тениса, уиндсърфа, археологията.